# Live and Kicking (Skrewdriver)
Live and Kicking è un doppio album dal vivo del gruppo white power rock inglese Skrewdriver, pubblicato nel 1991.

## Tracce
Testi e musiche di Stuart, eccetto ove indicato.
1. Hail the New Dawn
2. Strikeforce
3. Europe Awake
4. The Showdown
5. Stand Proud
6. Land of Ice
7. Paranoid (Black Sabbath)
8. Back With a Bang
9. Streetfight
10. Johnny Joined the Klans
11. The Snow Fell
12. 46 Years
13. Backstabber
14. Sweet Home Alabama (tradizionale)
15. Tomorrow Belongs to Me
16. Glory
17. Red Flags Are Burning
18. Blood and Honour
19. Free My Land
20. Smash the I.R.A.
21. White Power
22. Hail the New Dawn